# Lamelligomphus hainanensis
Lamelligomphus hainanensis är en trollsländeart som först beskrevs av Chao 1954.  Lamelligomphus hainanensis ingår i släktet Lamelligomphus och familjen flodtrollsländor. Inga underarter finns listade i Catalogue of Life.